# Höringen
Höringen ist eine Ortsgemeinde im Donnersbergkreis in Rheinland-Pfalz. Sie gehört der Verbandsgemeinde Winnweiler an.

## Geographie

### Lage
Der Ort liegt im Nordpfälzer Bergland südwestlich des Donnersbergs, lediglich der Süden der Gemarkung ragt in den zum Pfälzerwald gehörenden Otterberger Wald hinein. Zu Höringen gehören zusätzlich die Wohnplätze Neu-Mühle, Wackenbornerhof und Wingertsweilerhof. Nachbargemeinden sind – im Uhrzeigersinn – Imsweiler, Schweisweiler, Winnweiler, Otterberg, Heiligenmoschel und Gehrweiler.

### Erhebungen und Gewässer
Im Südwesten an der Gemarkungsgrenze zu Heiligenmoschel erstreckt sich der 419,6 Meter hohe Heidenkopf. Mitten durch das Gemeindegebiet fließt in Süd-Nord-Richtung der Höringerbach, der ganz im Süden der Gemarkung von links den Krebsbach aufnimmt.

## Geschichte
Bis Ende des 18. Jahrhunderts gehörte Höringen zur Grafschaft Falkenstein, die zuletzt Teil des vorderösterreichischen Oberamtes Winnweiler war.
Von 1798 bis 1814, als die Pfalz Teil der Französischen Republik (bis 1804) und anschließend Teil des Napoleonischen Kaiserreichs war, war die Gemeinde in das französische Département Donnersberg und in den Kanton Winnweiler eingegliedert. Infolge des Wiener Kongresses gehörte der Ort 1815 zunächst zu Osterreich. Ein Jahr später wurde er Bayern zugeschlagen. Von 1818 bis 1862 war Höringen Bestandteil des Landkommissariats Kaiserslautern, das anschließend in ein Bezirksamt umgewandelt wurde. Am 1. Dezember 1900 wechselte die Gemeinde in das neu geschaffene Bezirksamt Rockenhausen.
Ab 1939 war die Gemeinde Bestandteil des Landkreises Rockenhausen. Nach dem Zweiten Weltkrieg wurde der Ort innerhalb der Französischen Besatzungszone Teil des damals neu gebildeten Landes Rheinland-Pfalz. 1961 hatte die Gemeinde insgesamt 492 Einwohner. Im Zuge der ersten rheinland-pfälzischen Verwaltungsreform wechselte Höringen am 7. Juni 1969 zusammen mit den meisten anderen Orten des Kreises in den neu geschaffenen Donnersbergkreis. Drei Jahre später wurde der Ort Teil der Verbandsgemeinde Winnweiler.

## Politik

### Gemeinderat
Der Gemeinderat in Höringen besteht aus zwölf Ratsmitgliedern, die zuletzt bei der Kommunalwahl am 9. Juni 2024 in einer Mehrheitswahl gewählt wurden, und dem ehrenamtlichen Ortsbürgermeister als Vorsitzendem.
Die Sitzverteilung im Gemeinderat:
| Wahl | SPD               | CDU               | LRD               | Gesamt   |
| ---- | ----------------- | ----------------- | ----------------- | -------- |
| 2024 | per Mehrheitswahl | per Mehrheitswahl | per Mehrheitswahl | 12 Sitze |
| 2019 | 4                 | 2                 | 6                 | 12 Sitze |
| 2014 | 4                 | 2                 | 6                 | 12 Sitze |
| 2009 | 5                 | 3                 | 4                 | 12 Sitze |
| 2004 | 5                 | 3                 | 4                 | 12 Sitze |

- LRD = Lebensraum Dorf

### Ortsbürgermeister
Rüdiger Jung wurde am 1. Juli 2024 Ortsbürgermeister von Höringen. Bei der Direktwahl am 9. Juni 2024 war er als einziger Bewerber mit einem Stimmenanteil von 85,2 % für fünf Jahre gewählt worden.
Jungs Vorgänger waren Brigitte Enders (LRD) seit 2019 und Helmut Eisenbeiß (SPD) seit 1989.

### Wappen
| Wappen von Höringen | Blasonierung: „Über grünem Schildfuß ein roter goldbewehrter schreitender Hirsch begleitet von drei grünen Tannen.“ |
| Wappen von Höringen | |

## Kultur

### Kulturdenkmäler
Die Hauptstraße ist als Denkmalzone ausgewiesen. Hinzu kommen insgesamt vier Einzelobjekte, die unter Denkmalschutz stehen.

### Vereine
In Höringen bestehen mehrere Vereine, darunter der Sportverein ASV 1958 mit Tischtennisabteilung und verschiedenen Frauenturngruppen sowie der Verein Lebensraum Dorf Höringen 1988, der sich als Ziel gesetzt hat, Bürger des Dorfes zu einer aktiven Mitgestaltung des dörflichen Lebens in den verschiedensten Bereichen zusammenzuführen.
Der Gesangverein 1888 Höringen unterhält drei Chöre: den gemischten Chor „Hörmonists“, das Männerensemble „Phönix“ und den Kinderchor „Die kleinen Eichhörnchen“.

## Wirtschaft und Infrastruktur

### Wirtschaft
Die Ortsgemeinde Höringen verfügt seit 1994 über den Bürgerladen, in dem Artikel des täglichen Bedarfs sowie Back- und Wurstwaren verfügbar sind. Seit Ende November 2024 ist der Laden neben drei weiteren Teil des Modellprojekts Hybride Dorfläden des Landes Rheinland-Pfalz. Der Laden soll in diesem Zusammenhang so erweitert werden, dass er rund um die Uhr geöffnet ist. Personal wird hierbei nur morgens anwesend sein.

### Verkehr
Durch Höringen verläuft die Landesstraße 387. Die Landesstraße 390 und die Kreisstraße 4 stellen außerdem eine Verbindung nach Imsbach her. Die Kreisstraße 3 bindet den Wackenborner Hof ans Straßennetz an. Über die A 63 (Kaiserslautern–Mainz) im Osten besteht Anschluss an den Fernverkehr.
In Winnweiler befindet sich ein Bahnhof der Alsenztalbahn.
Bisher verfügt Höringen über keinen Anschluss an ein Radwegenetz.

## Persönlichkeiten
- Peter Bohländer, 1792/93 Mitglied des Rheinisch-Deutschen Nationalkonvents
- Daniel Kühn (28. März 1859 – Mai 1920), gefeierter Mundartdichter